# Реакції йодного годинника
Реакція йодного годинника — це класичний демонстраційний експеримент із хімічним годинником для демонстрації хімічної кінетики в дії; його відкрив Ганс Генріх Ландольт у 1886 році. Реакція йодного годинника існує в кількох варіаціях, кожна з яких включає види йоду (йодид-йон, вільний йод або йодат-йон) і окисно-відновні реагенти в присутності крохмалю. Два безбарвних розчини змішують і спочатку не спостерігається видимої реакції. Після короткої затримки рідина раптово стає темно-синього відтінку внаслідок утворення трийодид-крохмального комплексу. У деяких варіантах розчин неодноразово змінюватиметься від безбарвного до синього і назад до безбарвного, доки не вичерпаються реагенти.